# 电影频道 (CCTV-6)
- 關於爱上电视传媒面向IPTV播出的本频道的精编轮播频道，請見「IPTV6+」。
- 關於中共中央宣传部电影卫星频道节目制作中心所属的一条面向海外播出的电影专业频道（电影频道海外版），請見「中国电影频道」。
- 關於其它电视台的电影专业频道，請見「电影频道」。

电影频道（频道呼号：CCTV-6 电影），正式名称为中共中央宣传部电影卫星频道，是中国唯一的国家级专业电影频道，于1995年11月30日试播，1996年1月1日正式开播，以普通话广播为主，由国家电影局负责运营和日常管理，中共中央宣传部直属事业单位“电影卫星频道节目制作中心”负责节目编排制作。
该频道使用中央广播电视总台下属的中国中央电视台的品牌及标志，也被称为中国中央电视台电影频道，目前通过中星6B、中星九号卫星覆盖全国，以卫星信号加密传输的方式进行全天候播出。此外，电影频道还负责运营CHC（China Home Cinema）系列付费电影频道“CHC家庭影院频道”、“CHC动作电影频道”、“CHC影迷电影频道”、专业电影网站“1905电影网”以及电影杂志《中国银幕》。

## 发展历史
1993年，李前寬导演連同29位全國人大代表在第八届全国人民代表大会第一次會議上提出了關於建立“中國電影台”的提案。1994年6月，经原广播电影电视部批准，其直属事业单位电影卫星频道节目制作中心（简称“电影频道节目中心”）成立。
1995年11月30日8时30分，电影频道开始试播，每天播出16小时节目，采用左上角“央视标＋6”和右下角“电影频道”双呼号识别（开播初期在播出广告、节目宣传片期间“电影频道”并不显示，后改为图形标）。1996年1月1日起正式以“广播电影电视部电影卫星频道”呼号开播，列入中国中央电视台频道序列并面向全国播出。频道所有制作经费自主解决，电影片源由广播电影电视部电影局协调动员全国三十余家电影制片单位提供。1998年，根据《国务院机构改革方案》，原广播电影电视部降格为正部级国务院直属机构国家广播电影电视总局，电影频道的正式名称相应改为国家广播电影电视总局电影卫星频道。
1999年4月，為滿足電影頻道對國產電影的播出需求，電影頻道成立电视电影部，开始大规模制作电视电影。2001年起，電影頻道設立了用於表彰優秀電視電影的獎項“百合獎”。
2004年，电影卫星频道节目制作中心通过旗下“华诚电影电视数字节目有限公司”开设数字付费电视频道“CHC家庭影院频道”以及面向北美地区观众的“中国电影频道”（CMC）。2005年，“中国电影频道”（CMC）在香港落地。2006年1月1日起，该频道实现全天候24小时播出，同年“CHC高清电影频道”和“CHC动作电影频道”开播。除此之外，电影卫星频道节目制作中心还提供视频点播业务（VOD）。电影卫星频道节目制作中心已成为多频道、高水准、集群化的节目平台。
2012年9月28日，国家广电总局批准电影频道进行高标清同播，同年12月该频道高清版正式开播。 在开播初期到2012年11月25日，该频道由中国中央电视台（以下简称央视）负责其节目的播出及卫星上链。同年11月26日，随着央视部分频道的播出由老台址向新台址过渡，该频道的节目播出信号源切换为电影卫星频道节目制作中心自己负责，而央视只负责标清节目上链（央视信号源在备播至2012年12月9日后已停播），导致了2020年4月4日清明节全国哀悼日期间该频道只能转播CCTV-1的节目，并存在CCTV-6和CCTV-1台标重叠的现象，而不能像2008年汶川地震和2010年舟曲泥石流全国哀悼日期间直接并机央视内部的信号。
2012年12月12日，该频道的宽屏16:9的高清节目信号通过华诚平台上星试播，并于2013年元旦正式开播（呼号及显示方式与标清版相同，右上角挂上“高清”字样）。
2013年，在国务院机构改革中，将国家新闻出版总署、国家广播电影电视总局的职责整合，组建国家新闻出版广电总局，原“国家广电总局电影卫星频道节目中心”随之更名为“国家新闻出版广电总局电影卫星频道节目中心”，频道的正式名称相应改为国家新闻出版广电总局电影卫星频道。
2014年5月13日晚上20:15分起，该频道标清版的播出画面比例由4:3信箱模式改为16:9压缩4:3，除了播放年代较久远的或电影频道只拥有4:3比例视频格式的电影时，不会像高清版一样左右加黑边。
2015年4月1日，电影频道右下角更换全新金黄色台标，同年5月8日标清版的台标调整为适应16:9比例，但报时器仍为4:3比例。（另在特殊时期如转播北京电影节等重大活动，为避免节目当中本身右下角角标被遮挡，节目播出期间会去掉“电影频道”台标，待节目结束后恢复显示。但现时播出的大型特别节目本身的角标均在左下角或者“电影频道”台标左边，故无需再去掉“电影频道”台标）。2017年11月，电影频道成立融媒体中心。
2018年9月28日，因应2018年机构改革方案，撤销国家新闻出版广电总局，将原国家新闻出版广电总局的电影管理和新闻出版、版权管理等职能移交中共中央宣传部，原国家新闻出版广电总局电影卫星频道节目制作中心归口中共中央宣传部领导，经中央机构编制委员会办公室批准，并由国家事业单位登记管理局公告，更名为中共中央宣传部电影卫星频道节目制作中心，因此电影频道的正式名称相应改为中共中央宣传部电影卫星频道，但对外呼号仍为电影频道。
2022年1月1日起，电影频道被国家体育总局体育彩票管理中心选定为中国体育彩票开奖发布电视平台。2025年4月20日起，中国福利彩票全国联网游戏开奖节目安排在电影频道播出。

## 自制栏目
- 《中国电影报道》（曾用《电影报道》名称）
- 《世界电影之旅》
- 《佳片有约》
- 《光影星播客》
- 《电影全解码》
- 《今日影评》

### 已停播栏目
- 《首映》
- 《流金岁月》
- 《电影人物》
- 《电影频道梦工厂》
- 《爱上电影网》
- 《爱电影》
- 《来吧灰姑娘》（季播）
- 《脱贫攻坚战·星光行动》

## 大型活动
- 电影频道传媒大奖
- 中国电影大数据盛典
- “湾区升明月”大湾区电影音乐晚会（2021年、2023年起，与紫荆文化集团、凤凰卫视合办）

## 频道文化

### 电影制作
电影频道节目中心从成立以来不仅参与了许多中国电影投资与制作，还致力于制作电视电影，而后则以数字电影为主力制作方向。
- 2009年：《急速救援》（提名国际艾美奖最佳电视电影、最佳男演员）
- 2008年：《棋王和他的儿子》（提名国际艾美奖最佳男演员）、《等郎妹》（提名国际艾美奖最佳电视电影、最佳女演员）
- 2005年：《为奴隶的母亲》（获国际艾美奖最佳女演员奖）
- 2002年：《黑白》（获汉斯国际电视节评委会特别奖）
- 2001年－2005年：《法官老张轶事》系列
- 2001年：《上车，走吧》（获金鸡奖最佳电视电影）

### 门户网站
“1905电影网”是电影频道的门户网站。该网站的域名“1905（年）”是中国电影或华语电影的开端。该网站除了提供相关的新闻资讯外，还提供电影频道节目中心制作的数字电影以及电影频道拥有网络播放版权的电影的在线视频点播服务。

### 特殊情况下的播出安排
如遇国际大事以及在中国大陆发生的社会事件，电影频道会临时作出撤片和换片安排，改播事件相关主题的电影，或主题无关但可被解读为贬损当事国家的电影，因此中国大陆网友昵称该频道为“六公主”。对此，中宣部电影频道总编室主任董瑞峰表示，“在一些特殊的情况下，确实是会做一些这个临时的撤片和换片；我们是在用电影这样一种艺术作品，在呼应当下的时代”。
以下为由于重要新闻事件影响，电影频道临时改播的电影列表（不完全）：
- 2005年中日关系紧绷，电影频道多次播放《举起手来》。[16][來源可靠？]
- 2008年12月13日，因应南京大屠杀遇难同胞纪念活动，电影频道播放《日本沉没》。[16][來源可靠？]
- 2014年4月24日，日本首相安倍晋三访问美国，时任美国总统奥巴马指出“钓鱼岛适用于《美日安保条约》”。因此原计划当日22:47播出的《中华英雄》，受此影响改播《珍珠港》。[18][來源可靠？]
- 2018年12月3日，因应法国黄背心运动，电影频道原计划当日22:29播出的《简·爱》，受此影响改播《悲惨世界》，并于次日晚22:29播放《基督山伯爵》。黄背心运动局面失控后，电影频道于12月7日22:28播出《勇士的奇遇》。[18][來源可靠？]
- 2019年5月16日－20日，因中美贸易战、美国制裁华为事件等影响，电影频道撤销原有播出计划，暂停播映美国电影，并连续五天在晚上20:15黄金时段播出抗美援朝题材电影：《英雄儿女》[19]《上甘岭》《奇袭》《冰血长津湖》《铁道卫士》[20][來源可靠？]，5月21－29日隔日在晚上18:30播出同类电影《长空比翼》[21][來源可靠？]《烽火列车》《英雄坦克手》《战地之星》《飞虎》，5月30日－6月1日晚上20:15连播《我的战争》《铁血大动脉》《较量》后，持续半个月的抗美援朝题材电影播映暂告一段落，美国电影继续暂停播映。6月18日美国总统特朗普与中国国家主席习近平通电话后，6月19日凌晨三点播出美国电影《迷失Z城》，是自5月中旬暂停美国电影播映以来首部得以播出的美国电影，而6月19日10点原计划播出的电影《我为相亲狂》临时撤销，改播以二战时期美国飞行员与八路军女战士的爱情题材电影《黄河绝恋》。[22]
- 受中国大陆社会事件影响而改播：《唐人街探案》（王宝强前妻马蓉出轨事件）、《湄公河行动》（歌手陈羽凡吸毒被抓）、《霹雳贝贝》（贺建奎基因编辑婴儿事件）、《车在囧途》《有车好好开》（西安奔驰新车漏油维权事件）[16]
- 2019年8月10日－8月12日，中国多地遭遇台风“利奇马”袭击。受此影响，8月10日20时15分电影频道临时改播电影《超强台风》。[23][來源可靠？]
- 2022年5月，美國總統拜登訪问日本時，電影頻道播出戰爭電影《珍珠港》，引發網民關注。[24]

## 收视
| 年份 | 最高收视电影            | 收视率 | 收视份额 |
| ---- | ----------------------- | ------ | -------- |
| 1996 | 《东归英雄传》          |        |          |
| 1997 | 《醉拳3》               |        |          |
| 1998 | 《旋风小子》            |        |          |
| 1999 | 《宝莲灯》              |        |          |
| 2000 | 《龙在少林》            |        |          |
| 2001 | 《卧虎藏龙》            |        |          |
| 2002 | 《冲出亚马逊》          |        |          |
| 2003 | 《谁与争锋—方世玉续集》 |        |          |
| 2004 | 《英雄》                |        |          |
| 2005 | 《举起手来》            |        |          |
| 2011 | 《唐山大地震》          | 3.07   |          |
| 2016 | 《举起手来》            | 3.133  | 9.518    |
| 2018 | 《战狼2》               | 2.662  | 9.722    |
| 2019 | 《举起手来》            | 2.36   | 8.64     |
| 2020 | 《中国机长》            | 2.66   | 8.92     |